# Foot
Foot je priimek več oseb:
- Philippa Foot, britanska filozofinja
- Richard Cunningham Foot, britanski general
- William Foot, britanski general